# Pseudochirops cupreus
Pseudochirops cupreus es una especie de mamífero marsupial de la familia Pseudocheiridae. Habita en la isla de Nueva Guinea, repartida entre Indonesia y Papúa Nueva Guinea. No se conocen subespecies.